# Wina australijskie

Wartość eksportu napojów alkoholowych z Australii od 1988 w skali miesiąca (w milionach dolarów australijskich)

Australia jest na czwartym miejscu wśród największych eksporterów wina na świecie pod względem wartości i na piątym pod względem objętości (ponad 700 mln litrów rocznie). Na eksport przeznacza się około 60% produkcji.

## Historia

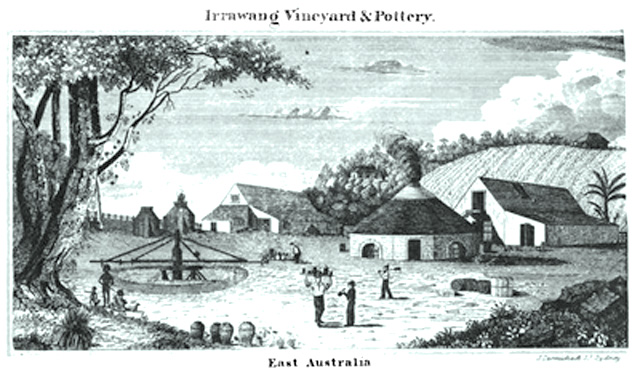
John Carmichael, Winnica i garncarstwo Irrawang, 1839

Pierwsze sadzonki winorośli, zabrane z Rio de Janeiro i Przylądka Dobrej Nadziei, zostały sprowadzone do Australii w 1788 przez kapitana Arthura Phillipa, dowódcę Pierwszej Floty, do karnej kolonii – Nowej Południowej Walii. Pierwsze próby produkcji wina były nieudane, ale dzięki wytrwałości osadników wino zaczęło być dostępne w sprzedaży przed 1820. W 1822 Gregory Blaxland jako pierwszy zaczął eksportować australijskie wina i jako pierwszy zdobył zamorską nagrodę za wino. W latach 30. XIX w. James Busby nazywany ojcem winiarstwa australijskiego powrócił do Australii z sadzonkami winorośli pozyskanymi we Francji i Hiszpanii.
W latach 50. XIX w. wybuchła w Australii gorączka złota, a w przemyśle winiarskim zaczynało brakować pracowników. Jednakże ze względu na duże zapotrzebowanie na wino winiarstwo gwałtownie się rozwijało i do 1870 areał upraw winorośli wielokrotnie się powiększył, a australijskie wina otrzymywały wysokie oceny na europejskich konkursach wina. Choć plaga filoksery dziesiątkującej winnice w Europie w XIX w. nie oszczędziła również Australii, to dzięki wprowadzeniu kwarantanny i restrykcyjnych regulacji ograniczających transport winorośli między regionami udało się zapobiec rozprzestrzenieniu filoksery w Australii Południowej.
Fala imigrantów przybywających do Australii po drugiej wojnie światowej przyniosła ze sobą kulturę spożycia wina stołowego do posiłków zarówno w restauracjach, jak i w domu, a także pojawiły się za ich sprawą nowe techniki produkcji wina. W latach 60. XX. około 80% wina australijskiego stanowiły słodkie wzmacniane wina w stylu sherry i porto, które w Wielkiej Brytanii nazywano „winem kolonialnym”. W połowie lat 70. XX. zwiększył się popyt na wytrawne czerwone wina stołowe, co zmniejszyło produkcję win wzmacnianych. W okresie 1996–2007 nastąpił spektakularny wzrost eksportu wina australijskiego, które jest coraz bardziej doceniane za granicą.
Australijski przemysł winiarski jest zdominowany przez cztery spółki: Foster’s Group (w 2005 wykupili jednego z największych producentów wina w Australii – Southcorp; są właścicielem marek takich jak Penfolds, Lindemans, Rosemount), Pernod Ricard Winemakers (dawniej Orlando Wyndham Group, właściciele marki Jacob’s Creek), BRL Hardy i Beringer Blass.

## Szczepy winorośli

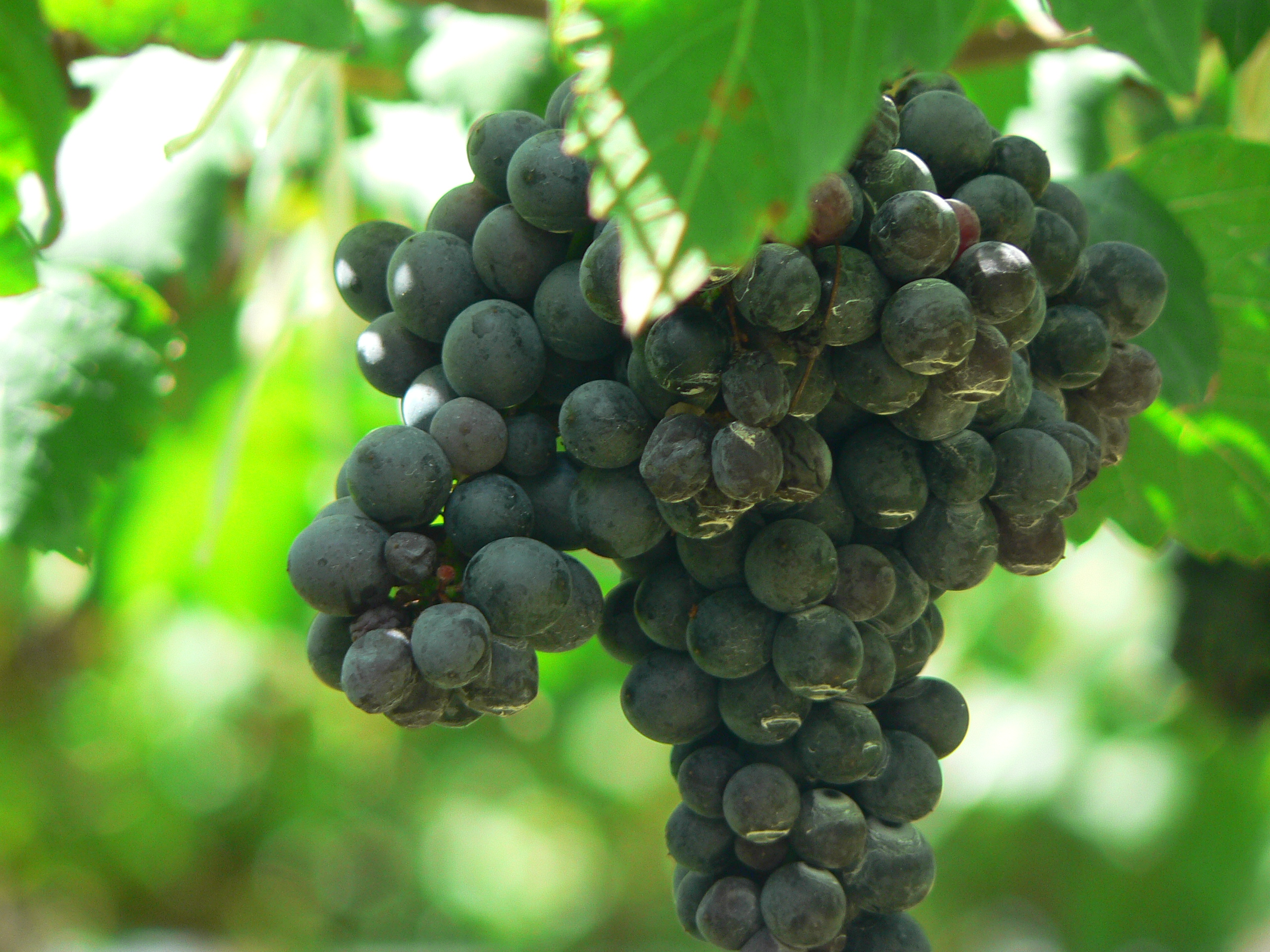
Winogrona odmiany shiraz

Australia wydała miliony dolarów, aby wypromować shiraz – australijskie określenie na szczep syrah. Wraz z białą odmianą winorośli chardonnay stanowią ok. 44% produkcji wina. Choć Australia nie ma rodzimych szczepów winorośli, australijscy winogrodnicy wyhodowali własne szczepy, m.in. cienna i tarrango.
| Szczep             | Produkcja [t] | Areał upraw [ha] |
| ------------------ | ------------- | ---------------- |
| shiraz             | 395 154       | 38 942           |
| cabernet sauvignon | 202 672       | 23 987           |
| merlot             | 111 533       | 8415             |
| pinot noir         | 43 223        | 4804             |
| petit verdot       | 22 434        | 1117             |

| Szczep          | Produkcja [t] | Areał upraw [ha] |
| --------------- | ------------- | ---------------- |
| chardonnay      | 340 773       | 21 321           |
| sauvignon blanc | 83 505        | 6044             |
| sémillon        | 65 411        | 4555             |
| pinot gris      | 61 387        | 3651             |
| colombard       | 55 608        | 1789             |

## Uprawa winorośli i produkcja wina

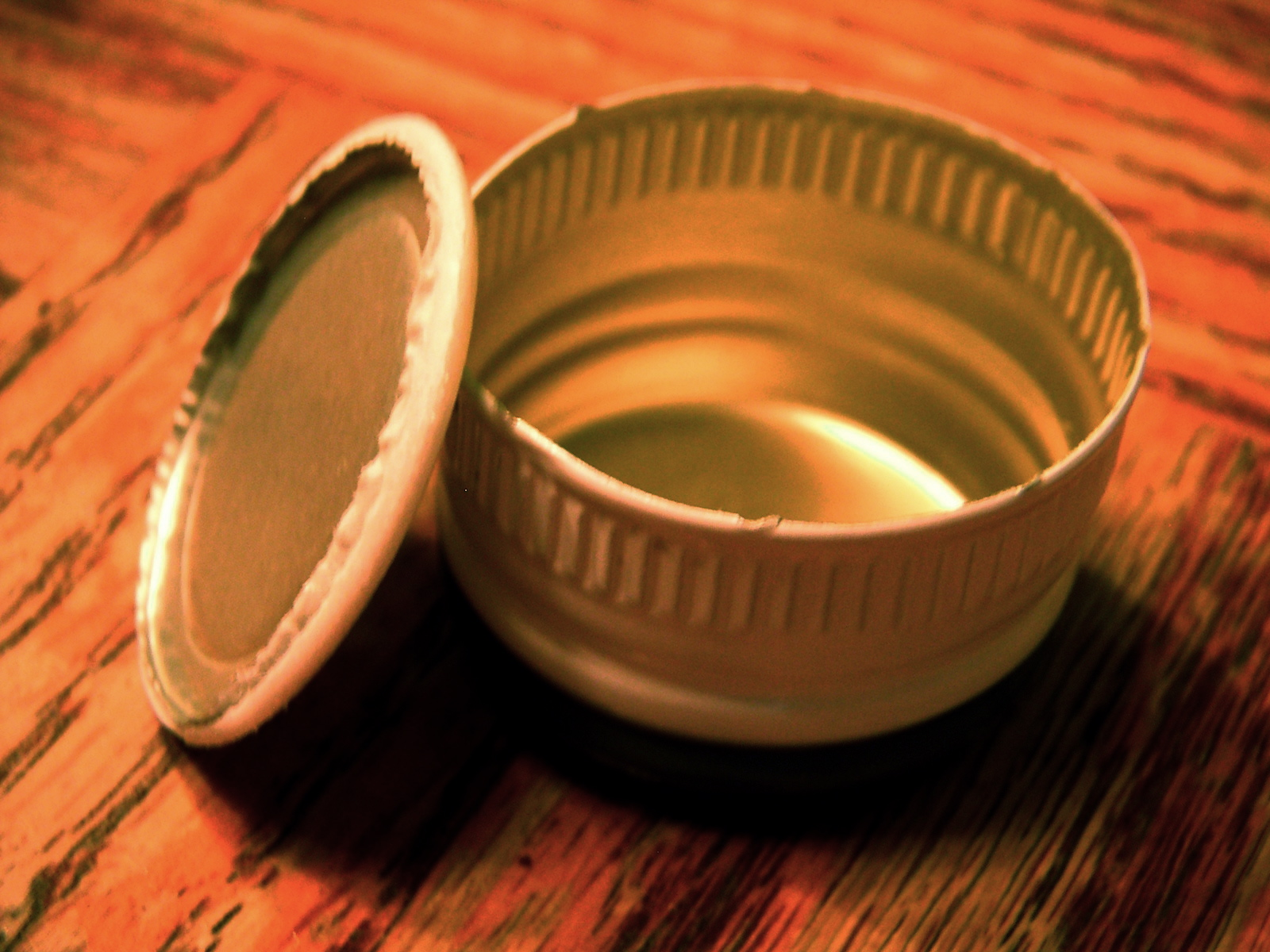
Popularna zakrętka do butelek do wina firmy Stelvin

W Australii często występuje rozdział winogrodnictwa od winiarstwa. Australijski producent wina zwykle kupuje większość winogron, nawet z bardzo odległych winnic (nawet o tysiące kilometrów), co jest możliwe dzięki zastosowaniu chłodzenia podczas transportu. Dlatego też trudno ustalić pochodzenie użytych owoców w winie, zwłaszcza że owoce z różnych rejonów często się miesza. Ponadto nie ma tam ograniczeń, które narzucają europejskim winogrodnikom, co i jak mają uprawiać. Przy zakładaniu winnic najważniejszym czynnikiem jest zwykle dostęp do wody. Sporo winnic występuje także na obficie nawadnianych terenach suchego interioru.
Winorośl uprawia się głównie w Australii Południowej, tam gdzie lata są wystarczająco chłodne, by rozwinęły się w winogronach związki smakowo-aromatyczne zanim zajdzie konieczność ich zbioru z powodu nadmiernej zawartości cukru i niedostatecznej kwasowości. Australijski przemysł winiarski jest bardzo zmechanizowany. Ze względu na upały, zbiory często przebiegają w nocy. Winogrona i moszcz są chłodzone. Normą jest winifikacja redukcyjna, polegająca na szczególnej ochronie przed tlenem z powietrza.
W Australii nigdy nie wprowadzono prohibicji. Wiele winnic nigdy nie zostało zaatakowanych przez filokserę, a przez to częściej niż gdziekolwiek indziej można spotkać wina z ponad stuletnich winorośli. Żaden region nie dominuje wyraźnie nad innymi (w przeciwieństwie do USA, gdzie dominuje Kalifornia). Wiele win trafia na eksport, co sprawia, że zamiast powielania klasycznych win europejskich, Australijczycy skupiają się na trafianiu w gusta konsumentów. Celem jest zazwyczaj bardziej wydobycie smaku winogron, owocowości, niż charakteru miejsca (terroir). Ułatwia to fermentacja przeprowadzana zwykle w niższych temperaturach niż standardowe ok. 18 °C dla win białych i 25–30 °C dla czerwonych.
Przy butelkowaniu większości win australijskich stosuje się metalowe zakrętki zamiast korków, co pozwala na lepszą kontrolę wymiany powietrza w butelce i starzenia się wina, a także eliminuje ryzyko korkowej choroby wina.

## Regiony winiarskie

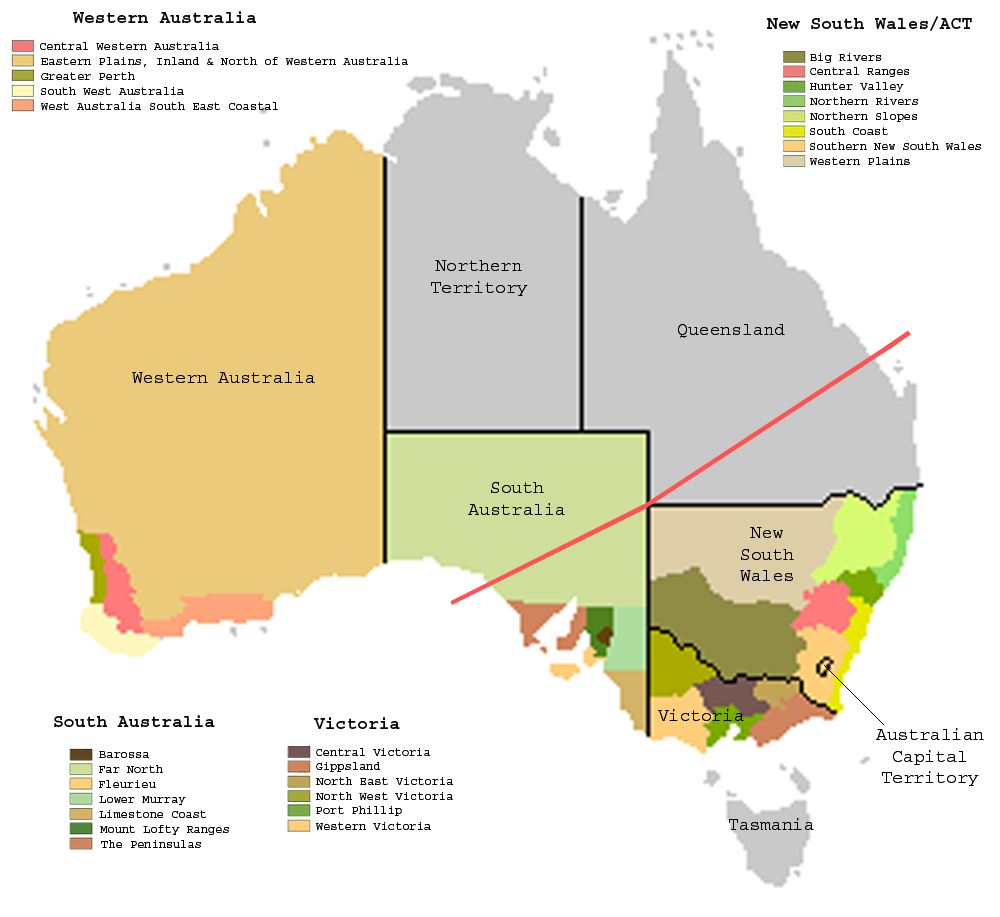
Strefy upraw winorośli w Australii

Wielkość regionów jest bardzo zróżnicowana. Nie istnieje znak jakości, którym oznaczałoby się lepsze regiony na wzór DOCG we Włoszech bądź Grand Cru we Francji. Większość nazw win ma związek z używanymi w produkcji szczepami, choć należy zaznaczyć, że zawartość innych szczepów w takich winach do 15% jest dozwolona.

### Australia Południowa

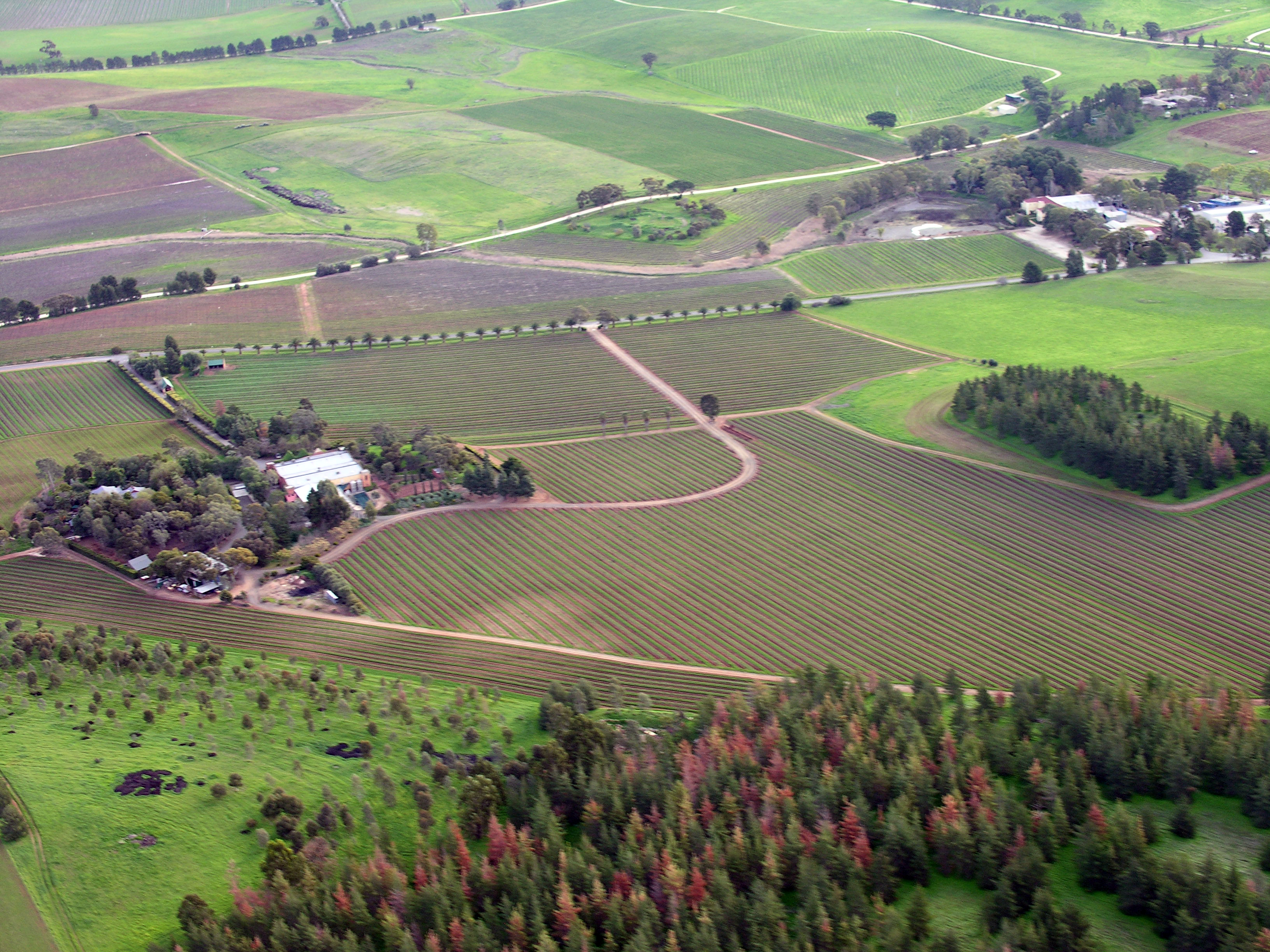
Dolina Barossa w Australii Południowej

W tym stanie, którego stolicą jest Adelaide, produkuje się ponad połowę winogron dla przemysłu winiarskiego. Większość dużych spółek winiarskich i oficjalne organizacje związane z branżą winiarską mają w tym stanie swoje siedziby. Obszar ten jest zróżnicowany pod względem klimatycznym.
W Australii Południowej znajdują się rejony winiarskie takie jak: Riverland, Adelaide Plains, Barossa, McLaren Vale, Clare Valley, Limestone Coast (Coonawarra), Eden Valley, Adelaide Hills, Wrattonbully.

### Wiktoria
Wino odgrywało ważną rolę w australijskim stanie Wiktoria w XIX w. podczas gorączki złota, ale winiarstwo bardzo podupadło podczas inwazji filoksery. Dopiero w XXI w. producenci wina z tego regionu ponownie przeżywają okres świetności. Lokalizacja winnic Wiktorii jest bardzo rozproszona.
Do rejonów w tym stanie należy: Mildura, Yarra Valley, Geelong, Mornington Peninsula, Sunbury, Goulburn Valley, Alpine Valleys, King Valley, Beechworth, Rutherglen, Pyrenees, Bendigo, Heathcote.

### Nowa Południowa Walia

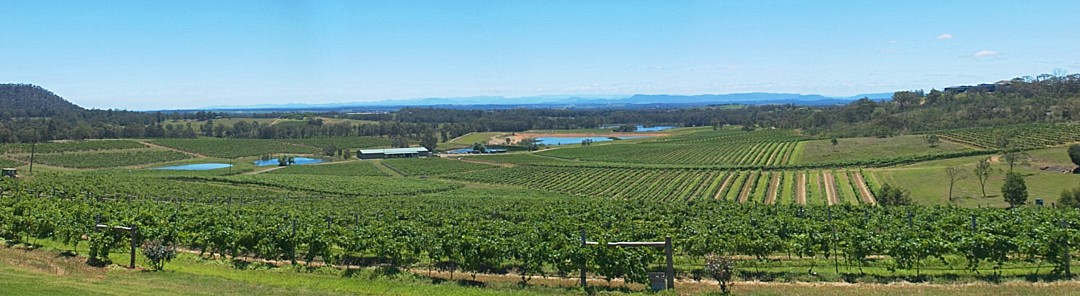
Winnica w Hunter Valley

Najważniejszym regionem winiarskim Nowej Południowej Walii jest Hunter Valley położony w pobliżu Sydney. Do innych należą Mudgee, Riverina, Canberra District, Shoalhaven Coast, Tumbarumba, Hilltops, Orange.

### Australia Zachodnia
W Australii Zachodniej uprawia się tylko kilka procent australijskich winogron, ale produkuje się tu znaczącą liczbę najlepszych win Australii. Wszystkie krzewy uprawia się w części południowo-zachodniej tego stanu. Należą tu rejony Margaret River, Manjimup, Swan Valley, Blackwood Valley, Great Southern.

### Tasmania
Produkcja wina na tej wyspie była od zawsze niewielka, ale coraz bardziej wykorzystuje się jej potencjał. Tasmania należy do najchłodniejszych regionów winiarskich Australii. Wina tu produkowane wyróżniają się wysoką kwasowością, subtelnym smakiem i czystą owocowością. Jednakże ze względu na konsumpcję lokalną tylko ¼ produkowanego wina opuszcza wyspę. Wyróżnia się tu rejony Coal River, Huon Valley, North West, East Coast, Derwent Valley, Tamar Valley.

### Queensland
Choć areał winnic w Queensland jest większy niż w Tasmanii, ze względu na niewielkie opady produkuje się tu zwykle mniej wina. Prawie wszystkie winnice leżą na dużych wysokościach Granite Belt.

## Enoturystyka
Dzięki klimatowi i gościnności większości winiarzy, regiony winiarskie Australii można odwiedzać niemal przez cały rok, choć w niektórych miejscach pewne atrakcje są zamykane na okres zimowy (maj–lipiec). Brak sali degustacyjnej w winiarni jest rzadkością. Szczyt sezonu w południowej części Australii trwa od połowy grudnia do końca stycznia. Winobranie rozpoczyna się w styczniu i może trwać do końca kwietnia, zależnie od klimatu regionu. Rokrocznie w stolicach stanów odbywają się festiwale wina, podczas których profesjonalni sędziowie przyznają medale i nagrody winom z całego kraju. Informacje o sukcesach win na konkursach często zamieszczane są na etykiecie.